# Экономика Баку
Экономика Баку охватывает вопросы, связанные с экономикой города Баку, столицы Азербайджана. Исторически Баку из-за расположения на побережье Каспийского моря был центром экономической жизни страны.

## Общие сведения
В Баку действуют производство продуктов питания, производство напитков, текстильная промышленность, швейная промышленность, производство кожаных изделий и обуви, производство бумаги и картона, химическое производство, производство фармацевтической продукции, производство резиновых и пластмассовых изделий, производство строительных материалов, металлургическая промышленность, производство электрооборудования, машиностроение и производство материалов, производство мебели, производство ювелирных изделий, музыкальных инструментов, спортивного и медицинского оборудования.
Присутствует сектор распределения и поставки электроэнергии, газа, пара, водоснабжения, переработки и переработки отходов.
В 2022 году в Баку действовало 187 798 субъектов малого и среднего бизнеса (49,7 % от общего количества по стране). В 2023 году их число достигло 197 043 (49,1 % от общего количества по стране).

### Январь - ноябрь 2017
В январе-ноябре 2017 года промышленное производство составило 29,9 миллиарда манатов или на 3,7 процента меньше, чем в сравнении с аналогичным периодом прошлого года. По состоянию на 1 декабря 2017 года конечный продукт на складах промышленных предприятий составил 181,9 млн манатов с учетом резервов прошлых лет.
В январе-ноябре 2017 года на 12 331,2 млн. манат или на 3,35 % меньше средств, чем в сравнении с аналогичным периодом 2016 года, были направлены на капитальные активы. На строительно-монтажные работы было использовано 8 841,9 млн манат или 71,7 % средств, направляемых на основные средства.
81,5 процента промышленного производства было произведено в горнодобывающем секторе, 16,2 процента в обрабатывающей промышленности, 1,6 процента в секторе производства, распределения и распределения электроэнергии, газа и пара, 0,7 % в секторе водоснабжения, переработки и переработки отходов.
Общая стоимость производства в горнодобывающей промышленности за январь-ноябрь 2017 года составила 24,4 миллиарда манат.
Добыча сырой нефти, основного продукта месторождения составила 34,9 млн. Тонн, добыча природного газа составила 16,6 млрд. м3. 
В январе-ноябре 2017 года произведено 34 889,8 тыс. тонн сырой нефти (включая газовый конденсат), 16 551,4 млн м3 природного газа, 112,3 тыс. тонн известняка, 31 942,6 тыс. тонн гравия, щебня и дорожного металла, 19 739,8 тонн гипса и ангидрита. 
Общая стоимость производства на месторождении нефти составила 2 469,2 миллиона манат. Производство бензина увеличилось на 4,7 %, нефтяного кокса — на 6,8 %, производства битума на 22,7 %, смазочного масла — в 3,7 раза, а производство дизельного топлива — на 20 %, производства мазутного мазута на 42,6 %, белого вазелина 6,9 %.
Произведено 1 097,6 тыс. тонн бензина для автомобилей, 169 тыс. тонн бензина для использования в нефтехимической промышленности, 539 тыс. тонн белой нефти, 1 718,4 тыс. тонн дизельного топлива, 262,5 тыс. тонн мазутного масла, 33,6 тыс. тонн смазочного масла, 208,8 тыс. тонн битума, 197,5 тыс. тонн нефтяного кокса. 
Обрабатывающая промышленность произвела товаров и услуг на сумму 4 843,7 миллиона манат. 
В январе-ноябре 2017 года в Баку завершилось строительство нового кампуса Бакинской высшей нефтяной школы, нового административного здания Наримановского районного суда, моста в районе Пираллахи, солнечной электростанции «Пираллахи», индустриального парка Балаханы, железной дороги Баку-Тбилиси-Карс, дороги Пиршаги-Новханы, автомагистрали Бинагады-Новханы — Джорат.
За январь-ноябрь 2017 года грузовые перевозки автомобильным транспортом составили 5,3021,2 тыс. тонн. Перевезено 623 млн 24,1 тыс. пассажиров. Количество пассажиров, использующих услуги метро, составило 207,6 млн.
В январе-ноябре 2017 года стоимость реализованных товаров и услуг на потребительском рынке Баку составила 21 964,1 миллиона манат. 95,6 % из них реализовано негосударственным сектором (21001,3 млн манат).
Объём услуг, оказываемых информационно-коммуникационными учреждениями населению, администрациям и организациям, в январе-ноябре 2017 года составил 1 486 364,4 тыс. манат.

## Пищевая промышленность
12 июня 2025 года открыт завод по производству различных видов и сортов закусок ООО «Nobel Food Industry». Завод входит в состав «Azersun Holding». На заводе будут производиться попкорн, десерты и сухофрукты. Мощность завода составит 9 600 тонн продукции в год. Площадь предприятия составляет 7 гектар. Инвестиционная стоимость завода — 38 млн манат.

## Рынок недвижимости
Рынок вторичного жилья делится на три ценовых сегмента: низкой, средней и высокой стоимости. Большинство квартир в продаже относится к среднему ценовому сегменту.
До 2015 года цена в среднем ценовом сегменте составляла 1 200 манат за 1 м2. С 2015 года цена составила 1 541 манат за 1 м2. 
Квартиры дорогого сегмента расположены в центре города. В 2022 году средняя цена в данном сегменте составила 3 079 манат за 1м2. При этом, темп роста цен в этом сегменте составил 4,34 % в год. С 2024 года цены на элитные квартиры в новостройках в центре города выросли на 15 %.
К низкому ценовому сегменту относится жильё в старых зданиях и на окраинах. С 2024 года рост цен на жильё в данном сегменте составил от 5 % до 10 %.

### 2024
В 2024 году наблюдается стабильный рост цен на приобретение и аренду жилья. В некоторых районах наблюдается снижение цен на земельные участки.
Особенно наблюдается рост цен в центре Баку в районах с развитой инфраструктурой. Стоимость аренды квартир в данных районах составляет от 1000 до 1500 манат в месяц. Вблизи центра — от 700 до 1000 манат в месяц. Снижение цен наблюдается по мере удаления от центра к окраине города.
В Хырдалане, Говсане, Забрате, Зыхе, Алатаве цены на аренду составляют 300, 350, 400 манат в месяц.
За 2024 год цены в новостройках выросли на 14,9 %. Цены в низком ценовом сегменте выросли на 11,3 %. Часть квартир в новостройках приобретается с целью инвестиций.

### 2025
На май 2025 года 70 % квартир в продаже относится к среднему ценовому сегменту со стоимостью от 2 000 долл. (3 400 манат) за 1 м2 и ниже. 
Цена на квартиры высокого ценового сегмента начинается от 2 500 манат за 1 м2.
На 2025 год в продаже на рынке высока доля старого жилья. При этом, спрос на них низок.
Цены на дорогое жильё растут быстрее цен на дешёвое. Средняя цена дорогих квартир в два раза выше средней цены дешёвых квартир. В высоком ценовом сегменте в среднем — 3 000 манат за 1м2, в низком ценовом сегменте — 1 300 — 1 500 манат за 1 м2.

## Уровень доходов
Среднемесячная номинальная заработная плата наемных работников в экономической и социальной сферах города в январе-октябре 2017 года составила 782,9 манат.
На март 2024 года средняя месячная заработная плата работников составила 1 243,7 манат.